# El Cerval
El Cerval (o El Pago del Cerval) es una localidad y pedanía española perteneciente al municipio de Almuñécar, en la provincia de Granada, comunidad autónoma de Andalucía. Está situada en el extremo occidental de la comarca de la Costa Granadina. A dos kilómetros del límite con la provincia de Málaga, cerca de esta localidad se encuentran los núcleos de El Rescate, La Herradura y Río Seco.
La pedanía está muy próxima al parque natural de las Sierras de Tejeda, Almijara y Alhama, y la componen dos diseminados bien definidos: El Cerval Alto y El Cerval Bajo.

## Demografía
Según el Instituto Nacional de Estadística de España, en el año 2022 El Cerval contaba con 14 habitantes censados, lo que representa el 0,05% de la población total del municipio.

### Evolución de la población
| Gráfica de evolución demográfica de El Cerval entre 2012 y 2022 |
|                                                                 |
| Datos según el nomenclátor publicado por el INE.                |

## Comunicaciones
Algunas distancias entre El Cerval y otras ciudades:
| Ciudades  | Distancia (km) |
| --------- | -------------- |
| Almuñécar | 13             |
| Motril    | 32             |
| Granada   | 85             |

## Cultura

### Fiestas
El Cerval celebra sus fiestas populares en torno al 13 de mayo en honor a la Virgen de Fátima, patrona de la pedanía. En el transcurso de las mismas se realiza una romería con la imagen de la virgen desde su ermita en El Cerval Bajo a la era de El Cerval Alto y su posterior regreso al atardecer. También cabe destacar la gran paellada —característica del Levante peninsular— que se hace para todos los vecinos y visitantes.